# Salmensaari (ö i Norra Savolax, Nordöstra Savolax, lat 62,88, long 28,61)
Salmensaari är en ö i Finland. Den ligger i sjön Kaavinjärvi och i kommunen Tuusniemi i den ekonomiska regionen  Nordöstra Savolax ekonomiska region  och landskapet Norra Savolax, i den centrala delen av landet, 400 km nordost om huvudstaden Helsingfors. Öns area är 0,5 hektar och dess största längd är 130 meter i sydöst-nordvästlig riktning.